# Alija Mustafina
Alija Fargatovna Mustafina (trasl. angl. Aliya Mustafina, in russo Алия Фаргатовна Мустафина?, in tataro Алия Фәрхәт кызы Мостафина; Egor'evsk, 30 settembre 1994) è un'ex ginnasta e allenatrice di ginnastica artistica russa, campionessa del mondo all-around nel 2010 e due volte campionessa olimpica alle parallele.
Nella sua carriera ha vinto 12 medaglie ai Mondiali, 7 alle Olimpiadi e 12 agli Europei. La Mustafina detiene diversi record: è, insieme a Polina Astachova e Svetlana Khorkina, l'unica ginnasta della storia ad aver vinto per due volte il titolo olimpico alle parallele asimmetriche, oltre ad essere una delle nove ginnaste ad aver vinto una medaglia all-around in più di un'Olimpiade. Insieme a Simone Biles è anche l'unica ginnasta ad aver vinto una medaglia in ogni finale mondiale (squadra, all-around, volteggio, parallele, trave e corpo libero) sotto il nuovo Codice dei Punteggi. Nel 2012 stupì gli spettatori quando partecipò alle Olimpiadi vincendo un oro, un argento e due bronzi nonostante si fosse rotta il crociato solo un anno prima. Nel 2018 riuscì a vincere la medaglia d'argento con la squadra ai Campionati del Mondo, 15 mesi dopo aver dato alla luce sua figlia. 
Per questi motivi è considerata da molti esperti la più forte ginnasta, dopo Simone Biles, ad aver gareggiato sotto il nuovo CoP.

## Biografia
Suo padre Farchat Mustafin è stato medaglia di bronzo nella lotta greco-romana ai Giochi Olimpici di Montréal 1976, mentre sua sorella minore, Nailja Mustafina, è stata vincitrice della medaglia d'argento al corpo libero ai Pacific Rim Championships di San José 2008.

## Carriera junior
Nel 2006 compete al Friendship Classic dove vince la medaglia d'oro al volteggio e alla trave e si piazza al secondo posto dietro Catherine Nguyen nel concorso generale e nelle finali alle parallele e al corpo libero.
Nel 2007 partecipa alla sua prima competizione, l'International Junior Competition. Vince la medaglia d'argento al concorso generale individuale, alle parallele asimmetriche, al volteggio, alla trave e al corpo libero. La statunitense Rebecca Bross vince tutte le medaglie d'oro della competizione. Dai risultati di questa competizione si è capito che, sia la Mustafina che la Bross, sarebbero state degli importanti elementi per le rispettive Nazionali. Inoltre, nel 2007, Alija arriva seconda al concorso generale individuale al Gymnix International di Montréal. Arriva anche seconda nel concorso generale a squadre alla Stella Zakharova Cup.
Nel 2008 gareggia ai Campionati Europei Junior a Clermont-Ferrand. Vince la medaglia d'oro al concorso generale a squadre e arriva seconda al concorso generale dietro alla compagna di squadra Tatiana Nabieva. Più tardi, nel 2008, gareggia al Massilia Gym Cup di Marsiglia, dove arriva secondo al corpo libero e settima al concorso generale.

### 2009: Primo titolo nazionale; Japan Cup; Russian Cup; Gymnasiade
Agli inizi del 2009 diventa campionessa al concorso generale individuale ai campionati russi. Nella stessa competizione vince anche alla trave, arriva seconda alle parallele asimmetriche e terza al corpo libero. A luglio compete alla Japan Cup a Tokyo, dove la squadra russa arriva seconda. Al concorso generale individuale arriva seconda, dietro alla cinese Huang Qiushuang. Continua la stagione vincendo il concorso generale della Russian Cup e alla Gymnasiade di Doha. In quest'ultima competizione vince anche l'oro al concorso generale a squadre, arriva prima alle parallele asimmetriche, alla trave e al corpo libero.

## Carriera senior

### 2010: Coppa del mondo di Parigi; Europei di Birmingham; Japan Cup; Russian Cup; Campionati del Mondo di Rotterdam
Nel mese di marzo, mentre fa degli esercizi di riscaldamento, si procura un infortunio alla caviglia. Questo le impedisce di partecipare ai campionati nazionali, dove Viktorija Komova vince l'oro al concorso generale individuale. Entrambe sono considerate le promesse della Russia per i Giochi Olimpici Estivi di Londra. Recupera rapidamente dal suo infortunio e prende parte alla World Cup a Parigi, dove arriva seconda alla trave.
A maggio partecipa ai Campionati Europei, la prima competizione importante come senior. Qui vince la medaglia d'argento alle parallele asimmetriche e alla trave, e l'oro nel concorso generale a squadre. Si qualifica anche alla finale al corpo libero, dove finisce ottava per via di una caduta.
Dopo i Campionati Europei, Alija prende parte alla Japan Cup, dove arriva prima al concorso generale a squadre e terza al concorso individuale. Prende poi parte alla Russian Cup dove vince la medaglia d'oro al volteggio, alle parallele asimmetriche e al corpo libero. Vince anche la medaglia di bronzo alla trave. Infine, partecipa all'Holland Invitational, dove vince il concorso individuale e quello a squadre.
Ai Campionati Mondiali del 2010, riesce a qualificarsi in prima posizione per il concorso generale sia individualmente che con la squadra, e si qualifica a tutte le finali ad attrezzo. È la prima atleta a compiere questa impresa dopo Svetlana Chorkina nel 1997. Vince l'oro con la squadra russa (il primo oro in un Campionato Mondiale da quando la Russia è una nazione indipendente). Vince altre quattro medaglie individuali (oro nel concorso individuale e argento a corpo libero, volteggio e parallele asimmetriche) e pur essendosi piazzata sesta alla trave a causa di una caduta,si guadagna il titolo di migliore ginnasta della competizione. La sua prestazione è la migliore in un Campionato del Mondo dai tempi di Andreea Raducan (Romania) e della Khorkina ai Campionati del Mondo del 2001.
Commentando la vittoria della Mustafina nel concorso individuale, Andy Thornton della Universal Sports affermò "La storia dietro l'oro di Alija Mustafina nel concorso individuale di oggi è quello di una rinnovata dinastia: la squadra femminile sovietica degli anni 1980-1990, che molti considerano la miglior parentesi della ginnastica artistica, è finita e adesso rinata. Oltre ad aver condotto le sue compagne al primo titolo mondiale da quando la Russia è nazione indipendente, la Mustafina ha realizzato una delle miglior prestazioni di sempre nella ginnastica femminile, combinando artisticità, difficoltà e atteggiamento competitivo che già in passato rendevano i suoi predecessori sovietici ammirati e riveriti. La Mustafina si è resa la ginnasta da tenere d'occhio nei prossimi due anni e soprattutto la ginnasta da battere".
Il 13 novembre 2010, gareggia nella "Freddy Cup" (in cui le donne gareggiano solo alla trave e alle parallele asimmetriche). Batte Viktorija Komova e arriva prima alla trave. Invece, alle parallele asimmetriche non fa alcuni elementi della routine e arriva quarta.
Alla Toyota Cup in Giappone nel dicembre 2010 vince l'oro al corpo libero e al volteggio e l'argento alla trave, dietro a Lauren Mitchell.
A fine Dicembre partecipa al Veronin Memorial. Arriva prima nel concorso individuale e vince la medaglia d'oro anche al corpo libero e alle parallele.

### 2011: American Cup; World Cup di Bercy; Infortunio; Veronin Cup
La sua prima competizione del 2011 è l'AT&T American Cup, il 5 marzo. Arriva seconda nel concorso generale individuale dietro Jordyn Wieber di soli 0,068 punti. Gareggia poi alla World Cup a Bercy (Francia) il 19 e 20 marzo. Compete alla trave, alle parallele asimmetriche e al volteggio, vincendo l'oro in tutti gli attrezzi. Non compete al corpo libero.
L'8 aprile 2011 partecipa ai Campionati Europei dove si rompe il legamento crociato del ginocchio sinistro durante il suo esercizio al volteggio ed è costretta a ritirarsi. La sua compagna di squadra, Anna Dement'eva vince il concorso generale individuale.
La prima competizione dopo l'infortunio è la Veronin Cup nel mese di Dicembre. Arriva sesta nel concorso individuale e vince la medaglia d'argento alle parallele.

### 2012: Secondo titolo nazionale; Europei di Bruxelles; Giochi Olimpici di Londra

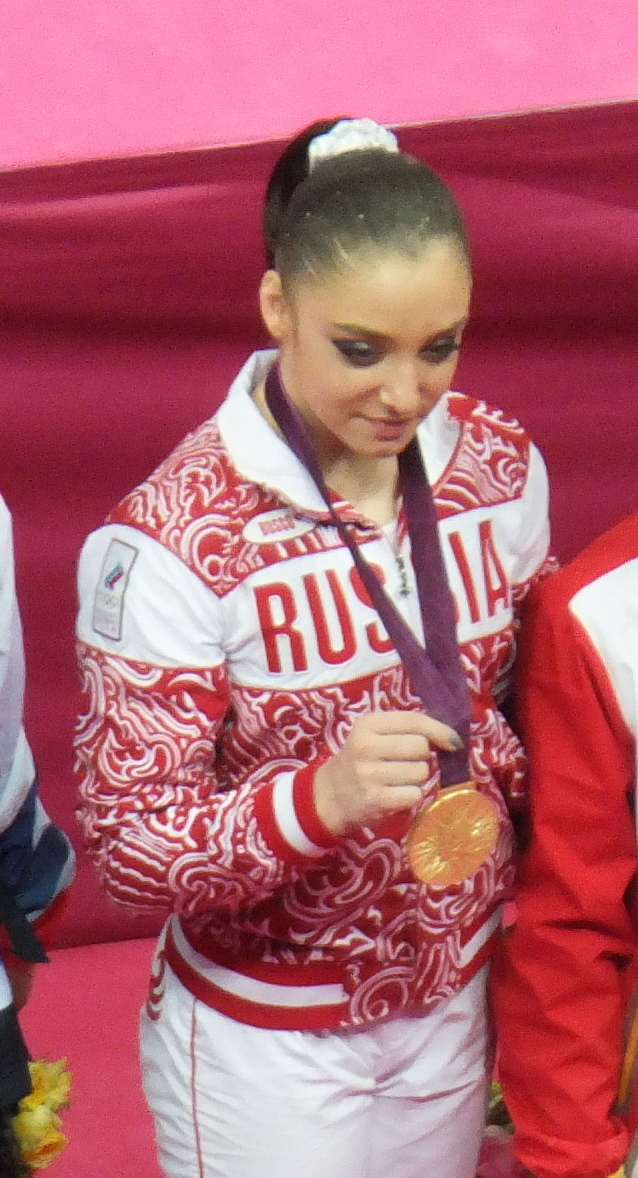
Alija Mustafina posa per i fotografi dopo aver vinto l'oro ai Giochi Olimpici.

La Mustafina inizia l'anno vincendo il suo secondo titolo nazionale. Viene poi convocata per far parte della squadra nazionale che competerà ai Campionati Europei di Bruxelles dal 9 al 13 maggio. Nella finale a squadre non compete alla trave, realizza però eccellenti punteggi al volteggio e alle parallele, sbagliando però al corpo libero. La squadra russa vince la medaglia d'argento dietro la Romania.
In giugno prende parte alla Russian Cup. Si qualifica prima nel concorso individuale ma poi arriva seconda. Vince l'oro alle parallele e al corpo libero e l'argento alla trave.
Il 7 luglio viene convocata a far parte della squadra russa per i Giochi Olimpici di Londra.
Durante la giornata di qualificazione compete in tutti e quattro gli attrezzi. Si qualifica quarta nel concorso individuale, quinta alle parallele e ottava per la finale al corpo libero. Durante la finale a squadre la Mustafina compete ancora in tutti e quattro gli attrezzi. Stoppa il Yurchenko con due avvitamenti, esegue benissimo il suo esercizio a parallele e corpo libero, ma ha una serie di errori alla trave. Dopo l'esercizio al corpo libero della sua compagna di squadra Anastasija Grišina (solo 12.466), la Mustafina e le sue compagne erano tutte in lacrime, poiché pensavano di non aver fatto abbastanza per salire sul podio. Quando poi si sono rese conto di aver vinto la medaglia d'argento dietro agli Stati Uniti e davanti alla Romania, hanno sorriso durante tutta la cerimonia di consegna delle medaglie.
Il 2 agosto, con delle buone prestazioni al volteggio (15.233), parallele (16.100) e corpo libero (14.600) vince la medaglia di bronzo nel concorso generale individuale nonostante una caduta alla trave e diversi sbilanciamenti, a pari merito con Alexandra Raisman che però arriva quarta.
Il 6 agosto esegue un'ottima prestazione alle parallele asimmetriche che le frutta un 16.133, un punteggio sufficiente per vincere la medaglia d'oro nell'attrezzo, battendo la cinese He Kexin (15.933) e la britannica Elizabeth Tweddle (15.916). Diventa così la prima ginnasta russa a vincere una medaglia d'oro olimpica dopo Elena Zamolodčikova ai Giochi olimpici di Sydney nel 2000.
Il 7 agosto, nell'ultima giornata di gare, vince la medaglia di bronzo al corpo libero. Nonostante il suo punteggio (14.900) fosse uguale a quello dell'italiana e quarta classificata Vanessa Ferrari, vince la medaglia grazie alla nota di esecuzione (9.000) maggiore rispetto a quello della Ferrari (8.700).
Avendo vinto quattro medaglie, tra cui un argento nel concorso a squadre e due bronzi nel concorso individuale e corpo libero, Alija è la ginnasta, maschile e femminile, più decorata delle Olimpiadi di Londra 2012.
La Mustafina compete poi alla Coppa del Mondo di Stoccarda dove vince la medaglia d'oro con la squadra.

### 2013: Terzo titolo nazionale; Campionati europei, Universiade, Campionati del Mondo di Anversa
Nel mese di Gennaio, è annunciata la partecipazione della Mustafina alla Roche-sur-Yon World Cup ma si ritira prima della competizione.
Nel mese di Marzo, la Mustafina difende con successo il tuo titolo di campionessa nazionale con il punteggio di 59.850. La Mustafina mostra anche di aver cambiato il suo esercizio a trave con una difficoltà di 6.6. Aiuta poi la sua squadra a vincere la medaglia d'argento nella competizione a squadre; vince infine il bronzo alle parallele dopo aver fatto un piccolo errore. Si qualifica anche per le finali a trave e corpo libero ma decide di non competere per non affaticare il suo ginocchio. Più tardi, nello stesso mese, viene convocata a far parte della squadra russa per i Campionati Europei di Mosca. Alla fine di Marzo, compete alla Stella Zakharova Cup, vincendo l'oro nella finale a squadra, nel concorso individuale e alle parallele ed infine l'argento alla trave.
Nel mese di Aprile compete ai Campionati Europei di Mosca] ] dove si qualifica quarta per la finale individuale dopo un brutto esercizio alla trave. Si qualifica anche per la finale alle parallele e al corpo libero. Diventa campionessa europea superando la rumena Larisa Iordache e la sua connazionale Anastasija Grišina. Vince anche l'oro alle parallele. Tuttavia, il giorno prima della finale al corpo libero, si ritira lasciandosi sostituire da Anastasija Grišina.
Nel mese di Giugno l'allenatore della Mustafina, Aleksandr Aleksandrov, lascia la Russia per allenare in Brasile. La Mustafina viene allenata da Raisa Ganina in preparazione per l'Universiade di Kazan' nel mese di luglio. Tuttavia, una settimana prima della competizione, la Mustafina prende l'influenza e viene sostituita dalla prima riserva Ekaterina Kramarenko nella prova podia. Si riprende in tempo per la competizione. Vince tre medaglie d'oro (squadra, individuale, parallele e la medaglia d'argento alla trave. Si classifica invece nona al corpo libero a causa di una caduta. Viene quindi scelta per far parte della squadra russa per i Campionati del Mondo di Anversa. Essendo già una certezza la sua presenza nella squadra russa, le viene permesso di saltare la Russian Cup così da riposarsi in vista dei Mondiali. Una settimana prima della competizione, viene annunciato che la Mustafina ha ripreso ad allenare due volteggi.
In qualifica la Mustafina compete nella quarta suddivisione. Cade durante la prima diagonale al corpo libero, esegue poi bene il suo primo volteggio ma cade sul secondo. Presenta poi alle parallele un esercizio facilitato per assicurarsi la finale. Si qualifica per la finale individuale in quinta posizione, in quinta anche per le parallele e in ottava posizione a trave. Si qualifica anche come seconda riserva al volteggio.
Nella finale individuale, la Mustafina porta avanti quattro esercizi puliti e vince così la medaglia di bronzo alle spalle delle americane Simone Biles e Kyla Ross. Nella finale a parallele, compete per settima; porta avanti un ottimo esercizio e con il punteggio di 15.033 vince la medaglia di bronzo dietro alla cinese Huang Huidan e alla Ross. Nella finale alla trave, la Mustafina gareggia per prima e ottiene il punteggio di 14.900. Dopo il suo esercizio, i suoi allenatori chiedono una revisione del suo coefficiente di difficoltà, ma viene rifiutata. Tuttavia, il suo punteggio le permette di vincere la finale davanti alla Ross e alla Biles. La Mustafina diventa la prima russa a vincere un titolo mondiale alla trave dopo Dina Kočetkova nel 1996. La Mustafina diventa anche la settima ginnasta ad aver vinto una medaglia mondiale in ogni specialità, prima di lei solo Larisa Latynina, Ljudmila Turiščeva, Ecaterina Szabó, Elena Šušunova, Lavinia Miloșovici e Svetlana Chorkina.
Nel mese di Ottobre viene annunciata la partecipazione della Mustafina alla Stuttgart World Cup, ma decide di rinunciare nel mese di novembre. Più tardi viene scelta per partecipare con la squadra alla World Cup. La sua squadra vince la medaglia d'argento e la Mustafina ottiene il più alto punteggio alla trave: 15.150

### 2014: Quarto titolo nazionale; Europei di Sofia; Russian Cup; Campionati del Mondo di Nanchino
La Mustafina si prende una pausa nel mese di Gennaio per finire i suoi esami universitari ma torna ad allenarsi subito dopo. Vince il suo quarto titolo ai Campionati Nazionali russi, raggiungendo così Svetlana Chorkina. Durante la finale a squadre, la sua compagna Anastasija Grišina si infortuna al ginocchio durante l'esercizio al corpo libero. La Mustafina visibilmente scossa dall'infortunio, cade già sul primo passo durante l'esercizio al corpo libero. La sua squadra vince comunque la medaglia d'argento. Cade anche durante la finale alle parallele e conclude solo sesta, ma vince la medaglia di bronzo alla trave. Viene poi convocata a far parte della squadra Russa senior per i Campionati Europei.
A Sofia la Mustafina si presenta con un dolore all'anca. Compete solo alle parallele e alla trave durante le qualificazioni, ma compete anche al volteggio nella finale a squadre. La Russia vince il bronzo, e individualmente, la Mustafina vince l'argento alle parallele e il bronzo alla trave.
Nel mese di Agosto la Mustafina vince il concorso individuale alla Russian Cup di Penza con il punteggio di 59. 133. Nella successiva giornata di gara guida la squadra di Mosca alla medaglia d'oro insieme a Marija Paseka, Dar'ja Spiridonova e Alla Sosnickaja. Vince anche la medaglia d'argento alle parallele dietro solo a Viktorija Komova. Nell'ultima giornata di finali vince la medaglia d'oro sia a trave che al corpo libero.
Dopo la Russian Cup, viene convocata come capitano della squadra nazionale russa per i Campionati del Mondo di Nanchino.
Nel mese di ottobre compete ai Campionati del Mondo di Nanchino. Grazie soprattutto al suo contributo la squadra russa si qualifica per la finale in terza posizione dietro solo Stati Uniti e Cina. La Mustafina centra anche la finale del concorso generale individuale e le finali a parallele, trave e corpo libero. Durante l'esercizio al corpo libero è la prima ginnasta ad eseguire un triplo giro impugnato che entra nel codice dei punteggi con il suo nome (aggiungendosi così al volteggio "Mustafina" e all'uscita da parallele che porta il suo nome). Nel corso della finale a squadre guida la sua Russia alla medaglia di bronzo dietro solo a Stati Uniti e Cina. Chiude quarta nell'individuale. Vince la medaglia di bronzo sia alla trave che al corpo libero durante le finali di specialità, raggiungendo così il traguardo di 11 medaglie mondiali.

### 2015: Giochi Europei di Baku
I Giochi Europei di Baku segnano il ritorno alle competizioni per la Mustafina dopo un periodo di stop. Con lei a rappresentare la Russia sono Viktorija Komova e Seda Tutchaljan. 
Il 14 giugno, nella prima giornata di qualificazione, che vale anche come concorso a squadre, la Mustafina ottiene i punteggi di 15,133 al volteggio e 15,200 alle parallele asimmetriche; nella seconda giornata di qualificazione ottiene i punteggi di 14,550 alla trave e 13,996 al corpo libero: contribuisce così alla vittoria della medaglia d'oro nel concorso a squadre. Si qualifica inoltre per la finale del concorso individuale e per le finali a parallele e corpo libero. Il 18 giugno vince la medaglia d'oro nel concorso individuale generale. Il 20 giugno con il punteggio di 15.400 vince la medaglia d'oro alle parallele e con il punteggio di 14.200 l'argento al corpo libero.

### 2016: Pre-Olimpiadi
La Mustafina torna a competere ai Campionati Nazionali, gareggiando solo a trave e parallele. Con due buoni punteggi contribuisce al secondo posto della squadra. Si qualifica alle finali di specialità a parallele e trave, vincendo in entrambe la medaglia di bronzo. Il 2 giugno partecipa alle qualificazioni per i campionati europei e si qualifica in prima posizione per la finale a parallele (15,166) e trave (14,766) e in seconda posizione per la finale a squadre, contribuendo anche con un 13,566 al corpo libero. Il 4 di giugno, grazie anche ai suoi punteggi a trave e parallele, la nazionale russa diventa campionessa d'Europa. Durante le finali di specialità, vince il bronzo alle parallele con il punteggio di 15.100 e diventa campionessa europea alla trave con il punteggio di 15.100.

#### Olimpiadi di Rio de Janeiro

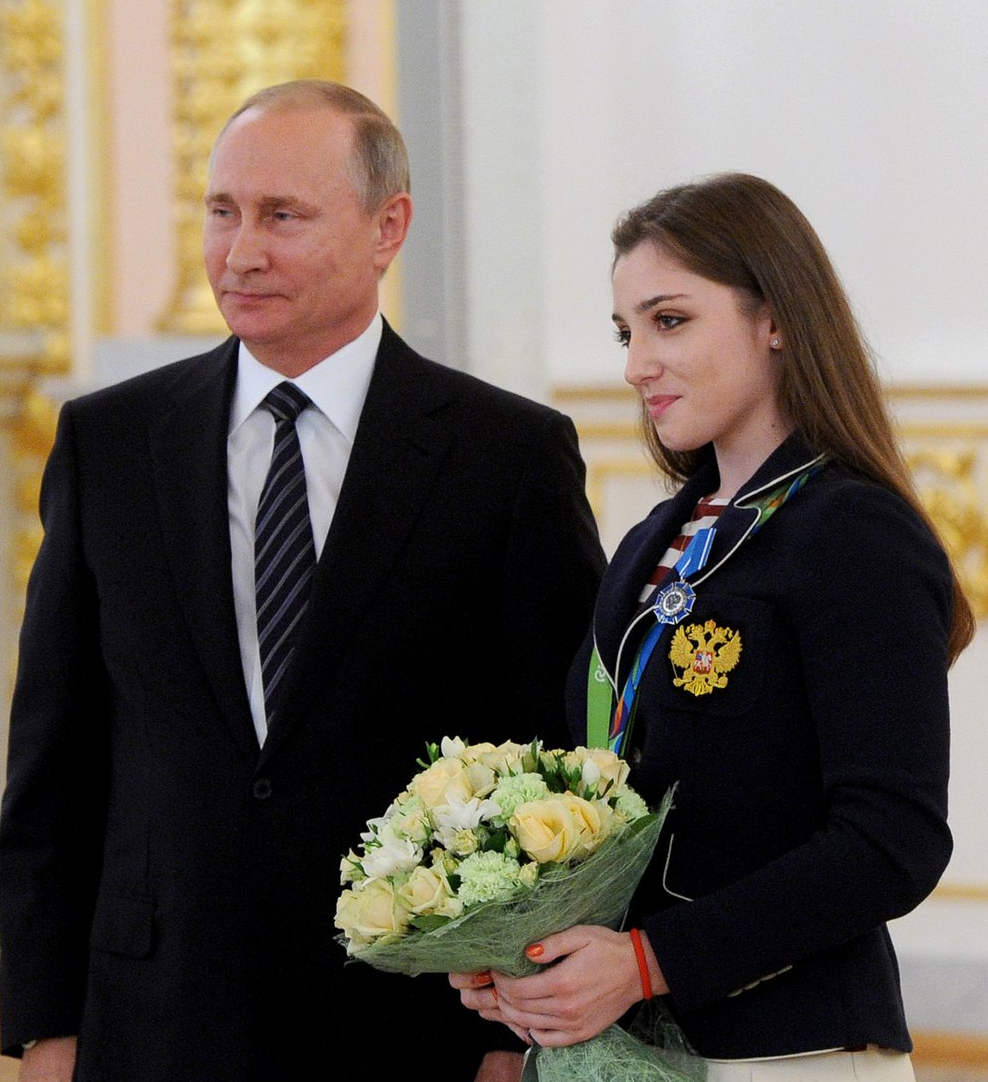
Mustafina con il Presidente russo Vladimir Putin durante l'assegnazione dell'Ordine d'Onore dopo le Olimpiadi di Rio de Janeiro 2016

Il 7 agosto, con la giornata di qualificazione femminile, inizia la sua seconda avventura olimpica. Compete in tutti e quattro gli attrezzi e contribuisce a far qualificare la squadra russa al terzo posto, con un complessivo di 174.620 punti. Individualmente svolge un buonissimo esercizio alle parallele asimmetriche (15.833) riuscendo a qualificarsi per la finale di specialità col secondo punteggio, dietro di soli 33 centesimi dalla statunitense e campionessa del mondo Madison Kocian (15.866). Un'inaspettata caduta non le permette di andare oltre a un 13.033 alla trave ma, col punteggio complessivo di 58.098, riesce a qualificarsi al sesto posto nel concorso individuale.
Il 9 agosto, come capitano della squadra russa, compete in tutti e quattro gli attrezzi per la finale a squadre. Con degli altissimi punteggi (15.133 al volteggio, 15.933 alle parallele, 14.958 alla trave e 14.000 al corpo libero), contribuisce al secondo posto della squadra russa (176.688), che batte la Cina di circa mezzo punto (176.003).
L'11 agosto con delle buone prestazioni su tutti e quattro gli attrezzi e con un punteggio complessivo di 58.665, vince la medaglia di bronzo nel concorso individuale dietro alle statunitensi Simone Biles e Alexandra Raisman. Per la Mustafina questo è il secondo bronzo consecutivo vinto nell'all-around ai Giochi Olimpici.
Il 14 agosto, Mustafina compete nella finale a parallele, vincendo l'oro con 15,900 (6,8 di difficoltà), e difende il suo titolo di Londra 2012, davanti all'americana Madison Kocian e la tedesca Sophie Scheder. Raggiunge quindi Svetlana Chorkina come ginnasta russa (considerando a partire dal 1992) ad aver vinto il maggior numero di medaglie olimpiche, sette.
Dopo alcuni mesi di riposo successivi alle olimpiadi di Rio, il 3 novembre 2016 convola a nozze a Krasnodar con il bobbista Aleksej Zajcev. Nel gennaio 2017 viene annunciata la sua gravidanza, con la nascita della figlia nel mese di luglio.
Riprende a gareggiare nel settembre del 2017, con il progetto di rientrare in gara ai Campionati europei del 2018.

### 2018
La Mustafina ritorna a competere ai Campionati nazionali russi. Nel primo giorno di competizione risulta essere particolarmente convincente: presenta la stessa coreografia al corpo libero del 2014, completa di "double Arabian" in prima diagonale, e conclude quattro solidi esercizi. Vince l'oro con la squadra e si classifica terza nel concorso individuale. Durante la finale, tuttavia, una caduta al volteggio la fa concludere al quarto posto. Cade anche durante la finale alle parallele, concludendo al sesto posto, e tocca la trave nella finale di specialità, finendo al quarto posto. Più tardi, nello stesso mese, annuncia il divorzio dal marito. Nel mese di ottobre viene scelta per rappresentare la Russia ai campionati del mondo di Doha. Gareggia alle parallele, alla trave e al corpo libero. La squadra si classifica al secondo posto per la finale a squadre e la Mustafina si classifica per la finale alle parallele asimmetriche con il sesto punteggio. La squadra vince la medaglia d'argento e si qualifica con due anni di anticipo alle Olimpiadi di Tokyo 2020. Nella finale di specialità, la Mustafina conclude al quinto posto alle parallele asimmetriche.

### 2019
La Mustafina inizia l'anno agonistico ai Campionati nazionali russi, tornando a gareggiare su tutti e quattro gli attrezzi. Vince la medaglia d'oro con la squadra e la medaglia di bronzo sia nel concorso individuale che al corpo libero. Gareggia alla Coppa del Mondo di Stoccarda, ma una caduta alla trave non le consente di andare oltre il quinto posto nel concorso individuale. Gareggia poi alla Coppa del Mondo di Birmingham. Cade nuovamente alla trave, ma riesce a recuperare con gli altri attrezzi, vincendo la medaglia d'oro nel concorso individuale.

### 2021
A febbraio annuncia l'inizio della sua attività come allenatrice della squadra nazionale junior. L'8 giugno annuncia ufficialmente il suo ritiro dalla ginnastica artistica.